# World News Network
Das World News Network ist ein Onlinemagazin, das in Zusammenarbeit mit etwa 300 Medienpartnern weltweite Nachrichten in 24 Sprachen zusammenträgt. Das Netzwerk wurde 1995 gegründet und ging 1998 online. Die Nachrichten auf der Website wn.com können mit einer eigenen, mehrsprachigen Suchmaschine erschlossen werden.
Medienpartner sind unter anderem: BBC, CNN, Reuters, Al-Jazeera, AllAfrica.com, New Zealand Herald, USA Today, The Guardian.